# 急鏢鱸
急鏢鱸（學名：Etheostoma phytophilum）為輻鰭魚綱鱸形目鱸亞目河鱸科鏢鱸屬的其中一種，分布於美國Mobile灣流域，體長可達9公分，棲息在中底層水域。